# Ротенбах-ім-Емменталь
Ротенбах-ім-Емменталь (нім. Röthenbach im Emmental) — громада  в Швейцарії в кантоні Берн, адміністративний округ Емменталь.

## Географія
Громада розташована на відстані близько 25 км на південний схід від Берна.
Ротенбах-ім-Емменталь має площу 36,8 км², з яких на 3,3% дозволяється будівництво (житлове та будівництво доріг), 43,6% використовуються в сільськогосподарських цілях, 52,5% зайнято лісами, 0,6% не є продуктивними (річки, льодовики або гори).

## Демографія
2019 року в громаді мешкало 1169 осіб (-8,5% порівняно з 2010 роком), іноземців було 3%. Густота населення становила 32 осіб/км².
За віковим діапазоном населення розподілялося таким чином: 21% — особи молодші 20 років, 58,4% — особи у віці 20—64 років, 20,6% — особи у віці 65 років та старші. Було 480 помешкань (у середньому 2,4 особи в помешканні).
Із загальної кількості 571 працюючого 275 було зайнятих в первинному секторі, 101 — в обробній промисловості, 195 — в галузі послуг.